# آناتولی بوگدانوف
آناتولی بوگدانوف (روسی: Анатолий Иванович Богданов؛ ۱ ژانویهٔ ۱۹۳۱ – ۳۰ سپتامبر ۲۰۰۱) تیرانداز اهل شوروی بود.
وی همچنین برندهٔ جوایزی همچون نشان لنین شده‌است.
وی در مسابقات کشوری و بین‌المللی در مجموع برندهٔ ۲ مدال طلا شده‌است.